# Secteur (astronomie)
Pour les articles homonymes, voir Secteur.

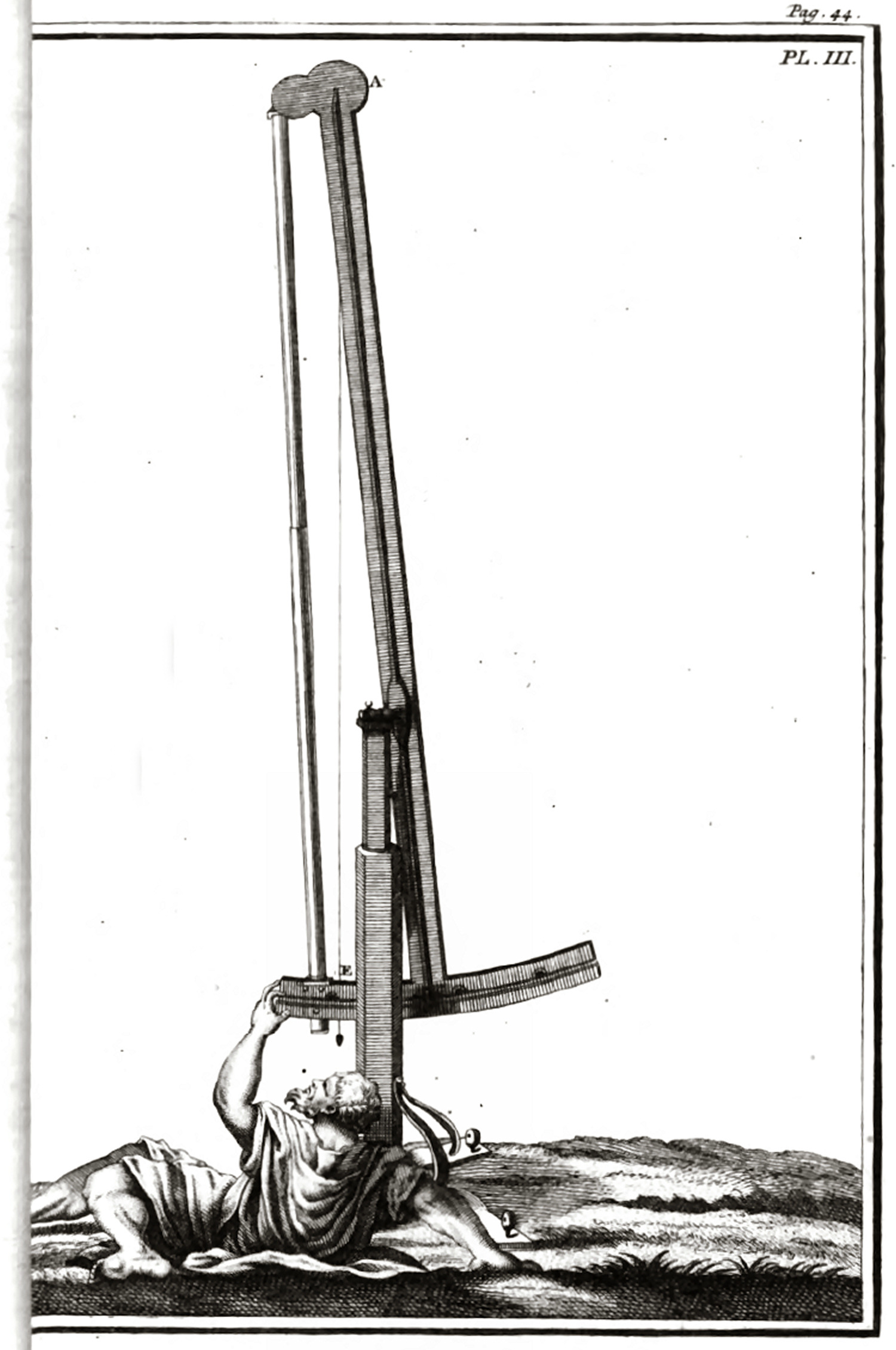
Représentation didactique du secteur de l'abbé Picard (1671).

Le secteur est un ancien instrument de mesure angulaire dont la plage d'utilisation est de quelques degrés. Instrument astronomique, il est essentiellement utilisé sur le terrain en géodésie aux XVIIe et XVIIIe siècles pour mesurer précisément la distance zénithale d'étoiles.
C'est l'un des deux instruments employés par Jean Picard, avec le quart de cercle, pour mesurer un degré de latitude terrestre et par les Cassini - entre autres - pour établir la carte de France dite « carte des Cassini ». Il sera remplacé, plus tard, par le cercle répétiteur, instrument plus précis et plus facile d'exploitation.
En marge de son utilisation en géodésie, le secteur peut être adapté sur une monture équatoriale dans les observatoires ; il s'agit alors du « secteur équatorial ».

## Description
À l'origine, cet instrument s'apparente au quart de cercle mobile. C'est, en quelque sorte, une adaptation de ce dernier à des mesures angulaires très précises. Le secteur se différentie du quart de cercle par :
- son rayon beaucoup plus grand ;
- son limbe gradué sur quelques degrés seulement et réparti symétriquement par rapport au montant central pivotant[2].

En effet l'exactitude des résultats nécessite que :
1. la résolution de l'instrument, liée à la grandeur de son rayon, soit la meilleure possible[3] : par exemple, une erreur de dix secondes de degré sur un angle d'un degré engendre une erreur de 111,11 km sur la circonférence terrestre[4].
2. les distances zénithales mesurées ne dépassent pas quelques degrés à cause de la réfraction : nulle au zénith, elle progresse d'une façon inconstante, dès que l'on s'éloigne de la verticale.

## Utilisation

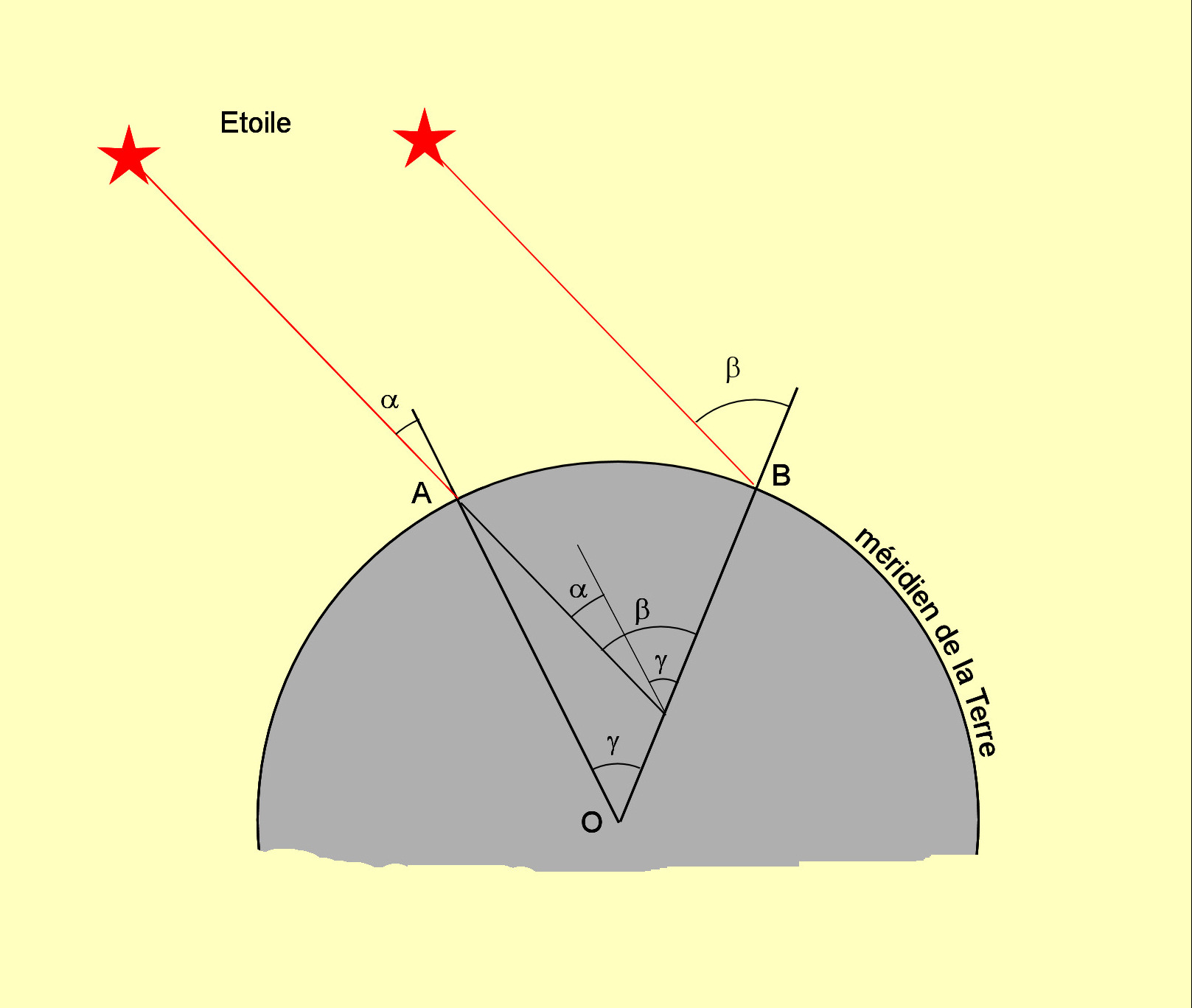
Différence de latitude γ entre 2 points A et B.

En géodésie, aux XVIIe et XVIIIe siècles, la « mesure de la Terre » passe par la détermination d'un degré de méridien.
Connaissant la longueur d'un arc de méridien et l'angle qui le sous-tend (différence de latitude), on peut en déduire simplement la longueur d'un degré de méridien.
Soit à mesurer la différence de latitude γ, entre deux points A et B de la surface de la Terre (voir figure) :
On mesure au secteur la distance zénithale d'une étoile dans le plan du méridien. Soit α en A et β en B ces angles. La différence de latitude sera γ = β - α (angles en degrés).
Connaissant l'arc AB, on en déduit la longueur d'un degré de méridien X = arc AB / γ.

## Histoire

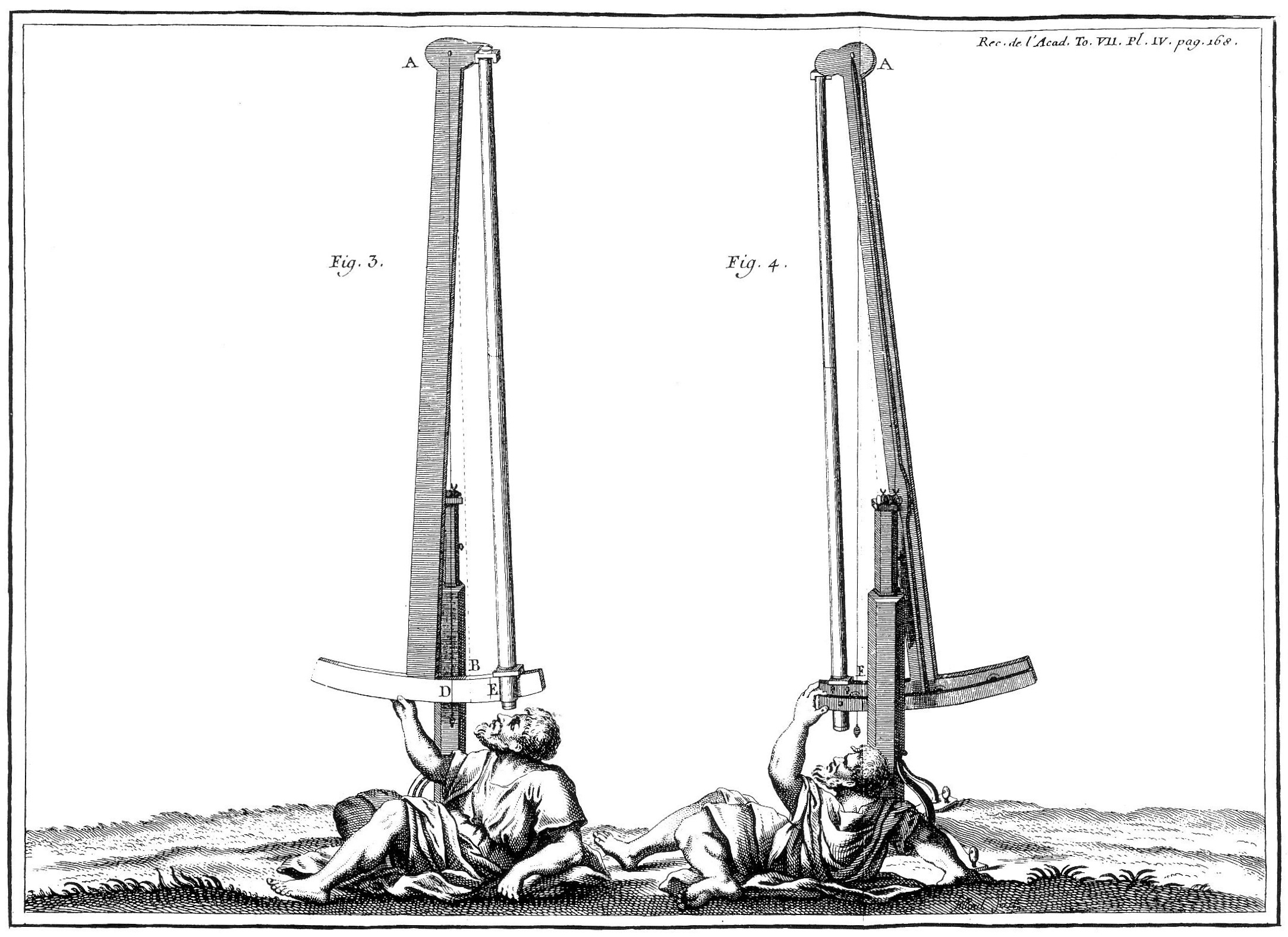
Secteur de Picard : vérification par retournement.

Le premier à utiliser un secteur est l'abbé Picard sur sa méridienne en 1669. Son « grand instrument », comme il l'appelle a 10 pieds de rayon (3,25 m). Son plomb est protégé : « Le plomb ou perpendicule était enfermé dans un canon de fer blanc qui le mettait entièrement à couvert du vent, outre que l'on a toujours observé dans un lieu clos dont le toit était percé exprès ». Son limbe est gradué sur 18° et est divisé par transversales de 20 en 20 secondes ; la résolution est évaluée à 3″ par Picard.
L'abbé se sert du secteur pour mesurer des distances zénithales sur sa méridienne en trois lieux : Malvoisine, Sourdon et Amiens. Ses résultats sont respectivement : 9° 59′ 45″ ; 8° 47′ 8″ ; 8° 36′ 10″. Ces valeurs sont les moyennes d'un grand nombre d'observations dont la variation ne dépasse jamais 5″.
Cassini I puis Cassini II établissent la méridienne qui traverse la France du nord au sud en passant par l'Observatoire de Paris. Après le décès de Jean-Dominique en 1712, elle est terminée en 1718 par son fils Jacques. Ce dernier emploie deux secteurs différents sur le terrain : au sud, un instrument - toujours sans nom - de 10 pieds de rayon dont le limbe, gradué sur 26°, est en cuivre ; au nord, un instrument identique à celui de Picard, dont le limbe fait 12°, divisé par transversales de 20 en 20 secondes « dont on distinguait aisément le quart ou le cinquième », ce qui va dans le sens de la résolution de 3″ donnée par Picard.
Jacques Cassini va mesurer, avec ces deux instruments, des distances zénithales à Collioure et à l'Observatoire d'une part, et, à Dunkerque et à l'Observatoire d'autre part. Ses angles, qui sont des moyennes d'un ensemble de relevés non précisés sont exprimés à la demi-seconde ; au sud, comme au nord, il prend le soin de se référer à cinq étoiles différentes, l'étendue de la variation des étoiles au nord est de 41″, mais il n'en choisit qu'une comme seule référence, sans argumenter…

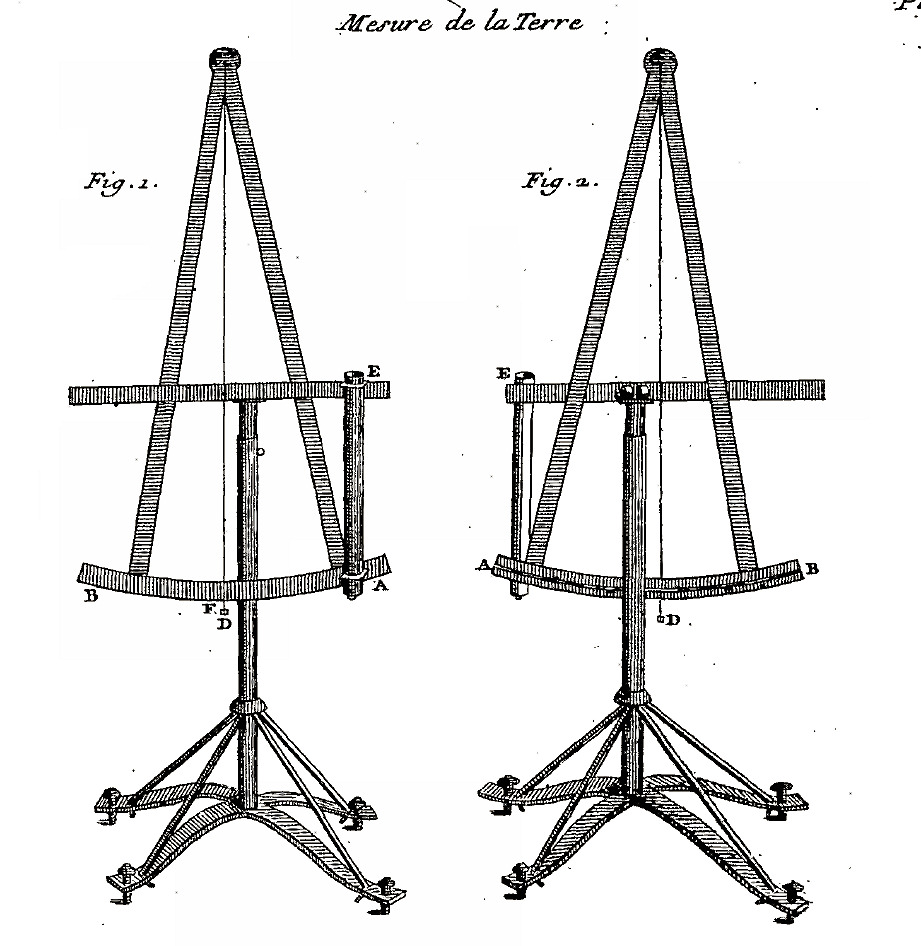
Secteur de Cassini, vérification par retournement (la lunette est en AE).

En Grande-Bretagne, à la suite de Robert Hooke, Graham conçoit un nouveau secteur, plus robuste et plus précis, vers 1712. Il en construit un de ce type, en 1725, pour Molyneux, astronome britannique, puis un autre pour Bradley, en 1727, « avec lequel ce grand astronome découvrit l'abberation et la nutation. » Maupertuis, en 1735, lui en commande un pour la mesure de la Terre en Laponie.
Maupertuis consacre tout un chapitre à l'instrument : « Description du secteur avec lequel on a déterminé l'amplitude des arcs du méridien, tant en Lapponie qu'en France. » C'est un secteur de 9 pieds de rayon, dont l'assise « a la figure d'une pyramide tronquée… de douze pieds de hauteur» ; la lunette mesure plus de huit pieds. Le limbe fait onze degrés divisés de 7,5 en 7,5 minutes. La mesure s'effectue par l'intermédiaire d'un micromètre muni d'un tambour gradué en secondes. Sa résolution, d'après les relevés, est de l'ordre de 2/10 de seconde mais la variabilité d'un mesurage sur 8 valeurs d'essai atteint 2,6″.
En Laponie, l'équipe de Maupertuis va mesurer l'amplitude de l'arc de méridien compris entre Kittis point extrême de la triangulation au nord du cercle polaire et Tornea point de départ au sud. Les observations porteront sur deux étoiles situées à moins de 3° du zénith. À Kittis, la variation entre cinq relevés sur la première étoile sera inférieure à 3″, et à Tornea, elle sera d'une seconde, toujours sur cinq relevés. Les relevés sur la deuxième étoile, pour valider les valeurs précédentes, s'en éloigneront au maximum de 3,5″.

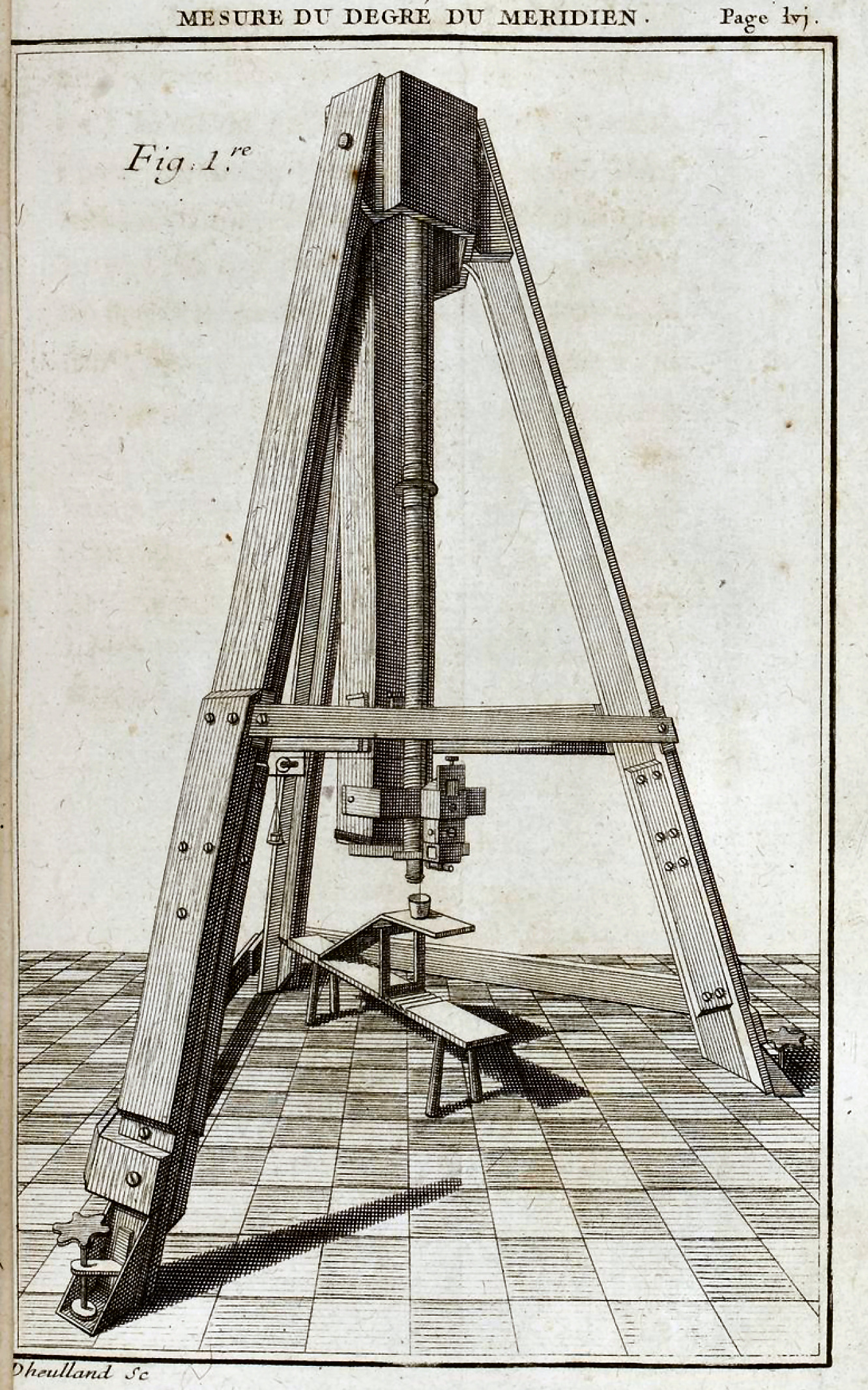
Secteur de Graham, utilisé par Maupertuis.
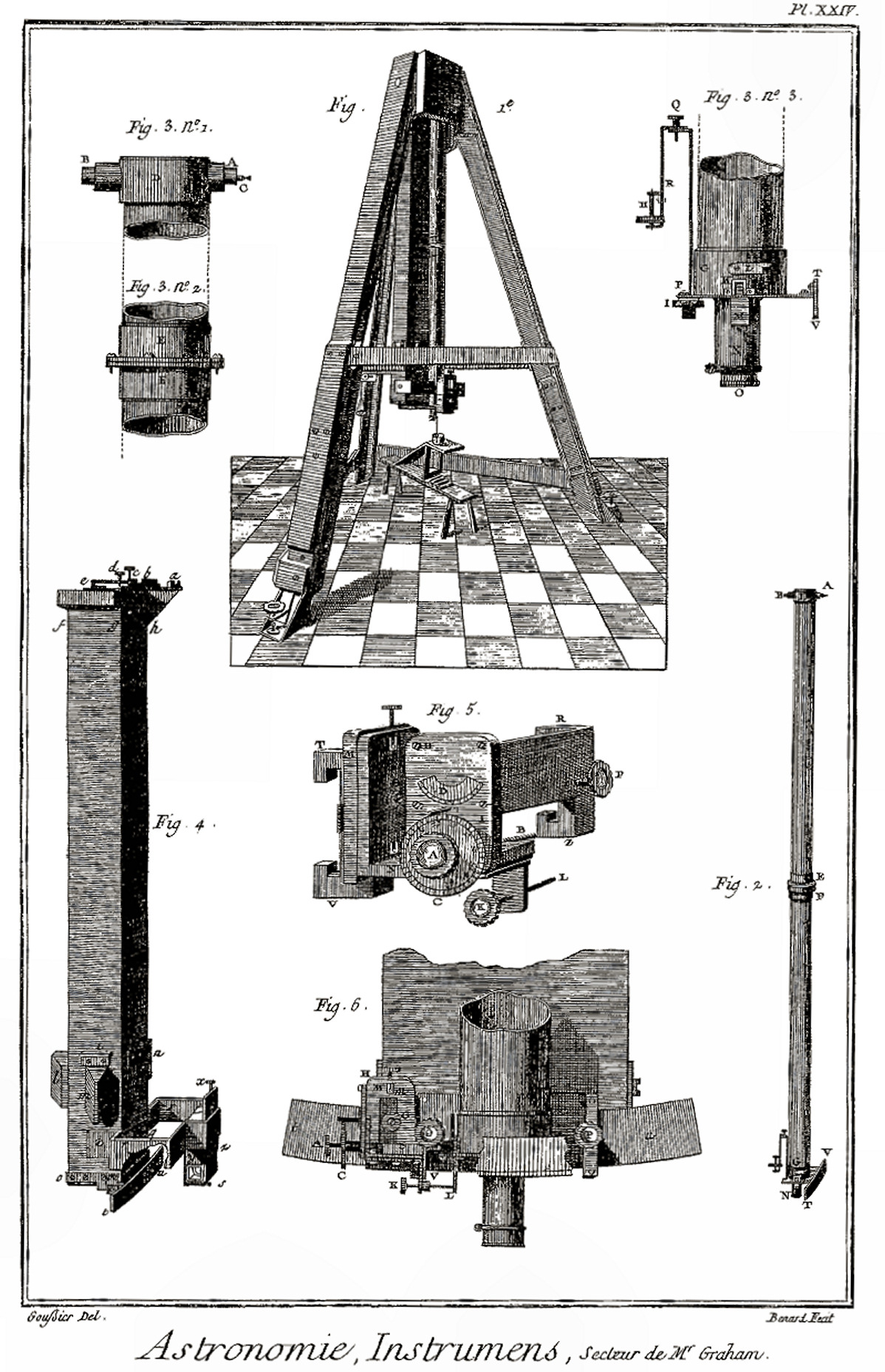
Planche de l'Encyclopédie consacrée au secteur de Graham.
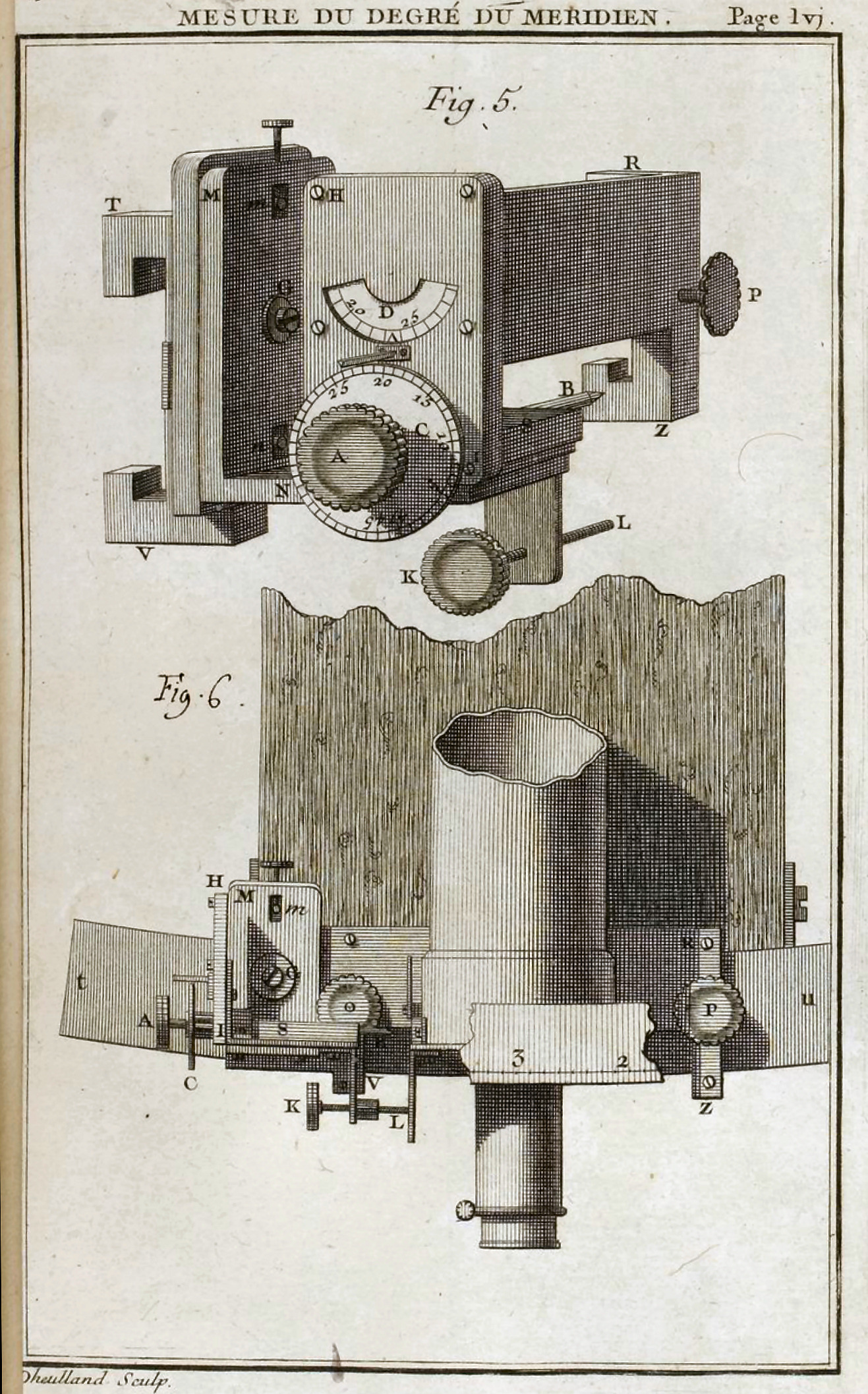
Le micromètre du secteur de Graham employé par Maupertuis.

En 1739, à l'équateur, La Condamine et Bouguer emploient différents secteurs, inspirés de celui de Graham pour Bradley, avec quelques modifications (chacun avait le sien). L'instrument de La Condamine est composé d'un grand rayon vertical de douze pieds, suspendu par une articulation sphérique à une poutre de l'observatoire local. Son limbe, placé horizontalement au bas du rayon, fait sept à huit degrés d'amplitude. Il est divisé d'une façon spéciale, et un micromètre permet de lire mieux que la demi-seconde.
Les observations vont être effectuées aux extrémités de l'arc de méridien à Tarqui et à Cotchesqui, mais aussi à Quito. Plusieurs suites d'observations indépendantes sont réalisées, sur trois étoiles très proches du zénith. Elles valideront le choix d'une seule étoile pour les résultats finaux. La nouveauté est aussi le fait d'observer simultanément, aux mêmes nuits et aux mêmes heures, aux deux extrémités de la méridienne. La dispersion des moyennes des deux observateurs est de l'ordre de 2 à 3″.

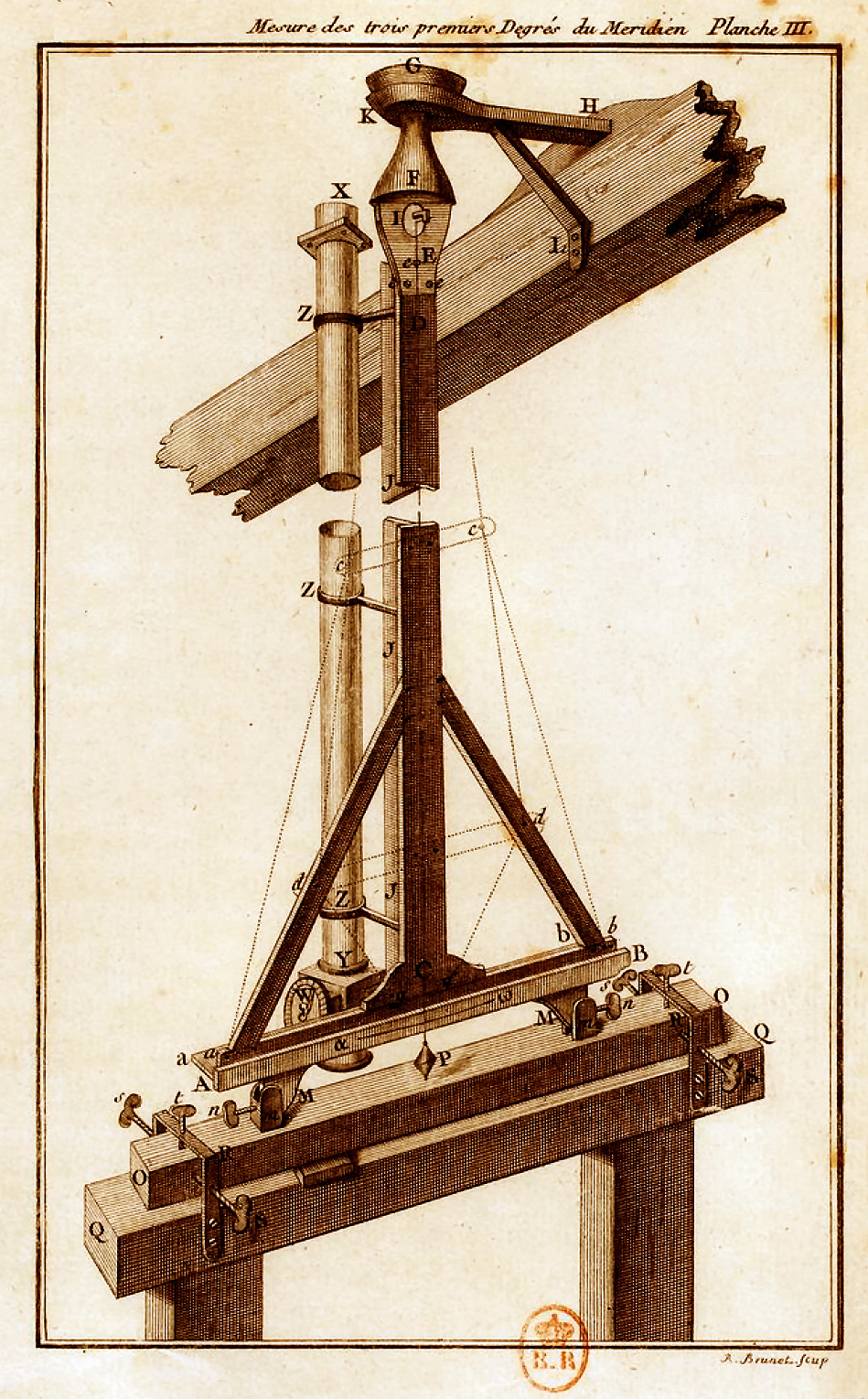
Secteur de La Condamine.
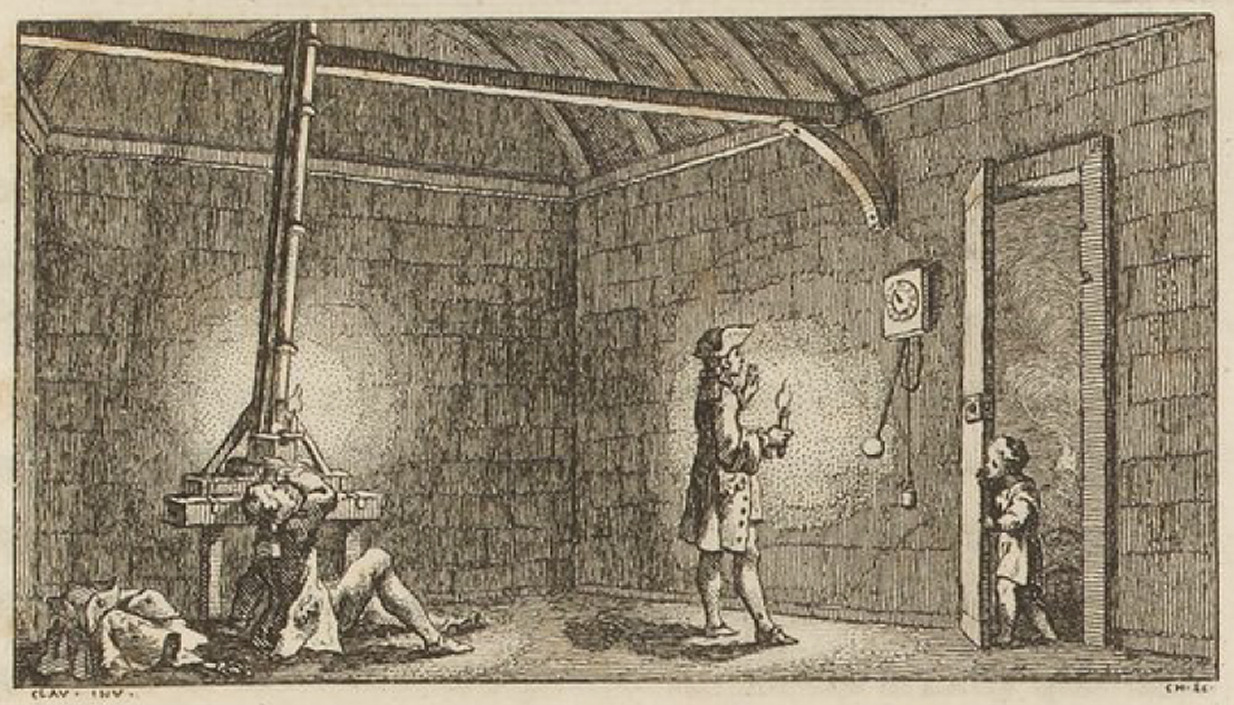
Emploi du secteur.

En 1740, La Caille, Maraldi et Cassini de Thury (Cassini III) vérifient « sur toute l'étendue du Royaume par de nouvelles observations » la méridienne de l'observatoire royal de Paris. Ils emploient un secteur commandé à Langlois, en 1738, semblable, dans les grandes lignes, à celui de l'abbé Picard. Son rayon est de six pieds, la lunette est légèrement plus grande et elle est munie d'un micromètre ordinaire. Son fil à plomb comporte à son extrémité une boule de cuivre qui trempe dans une cuvette remplie d'eau pour amortir les oscillations ; une lampe et une loupe complètent l'équipement pour faciliter la localisation du fil. Le limbe a une étendue de 52° 1/3 et est divisé de 10′ en 10′. La résolution donnée par le micromètre est de l'ordre de quelques soixantièmes de secondes,.
Les astronomes prennent des distances zénithales dans les cinq lieux suivants : Dunkerque, Paris, Bourges, Rodez, Perpignan.
Le nombre de relevés pour chaque station est très important ; par exemple, à Dunkerque, 57 mesures sont réalisées sur six étoiles différentes. Les mesures sont qualifiées de très exactes, exactes, passables… Les résultats s'expriment en degrés, minutes, secondes et tierces (1 tierce = 1/60 de seconde) ; néanmoins, la dispersion reste importante, de l'ordre de 3″ sur les mesures exactes et très exactes. Mais, le grand nombre de relevés réduit l'incertitude sur les moyennes des résultats ; finalement, à partir des moyennes de résultats sur les trois étoiles les plus significatives, l'étendue de la dispersion est de 3″ sur l'arc céleste entre Dunkerque et Paris.

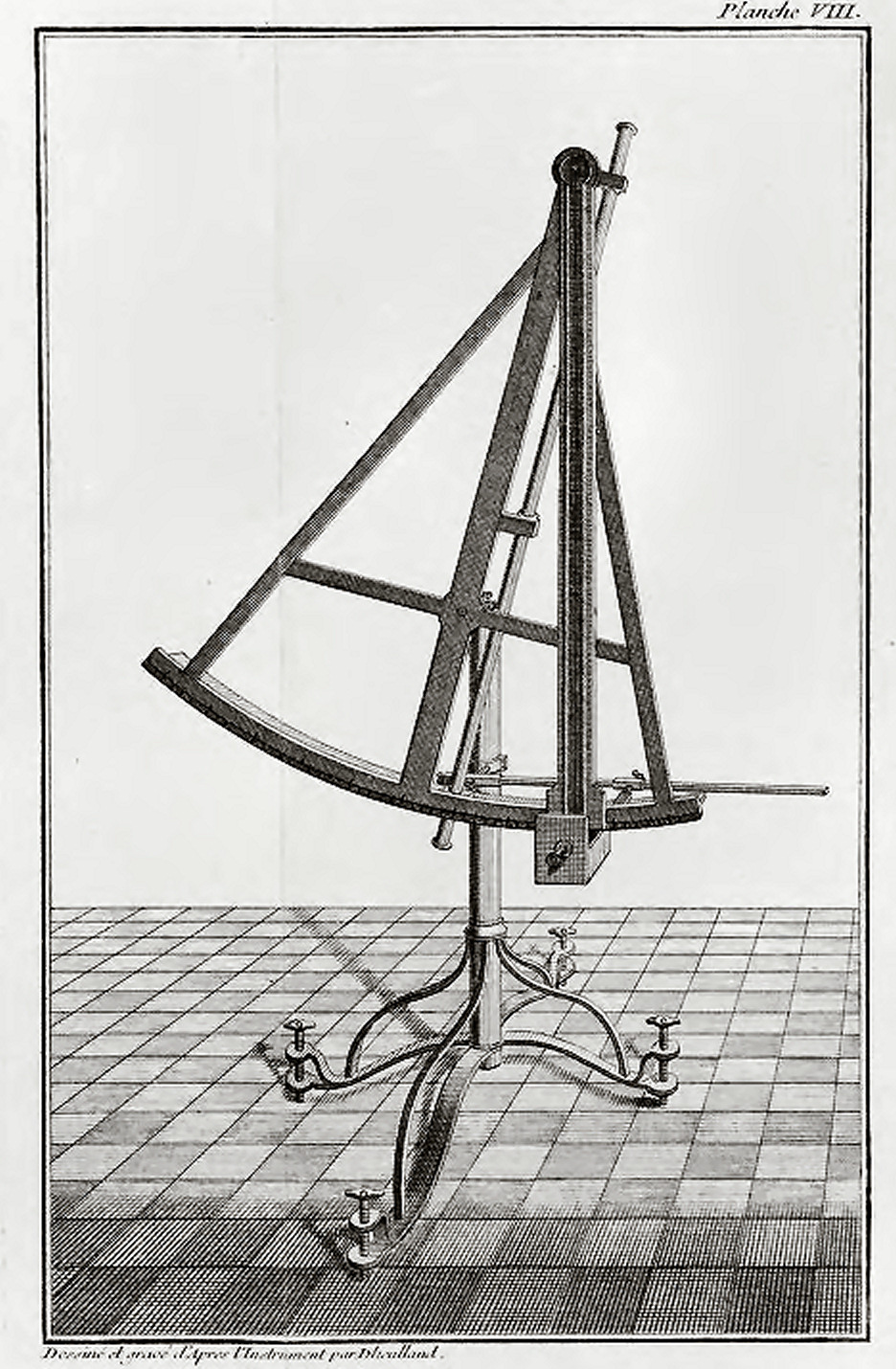
Secteur employé en 1739 pour vérifier la méridienne de l'Observatoire de Paris.
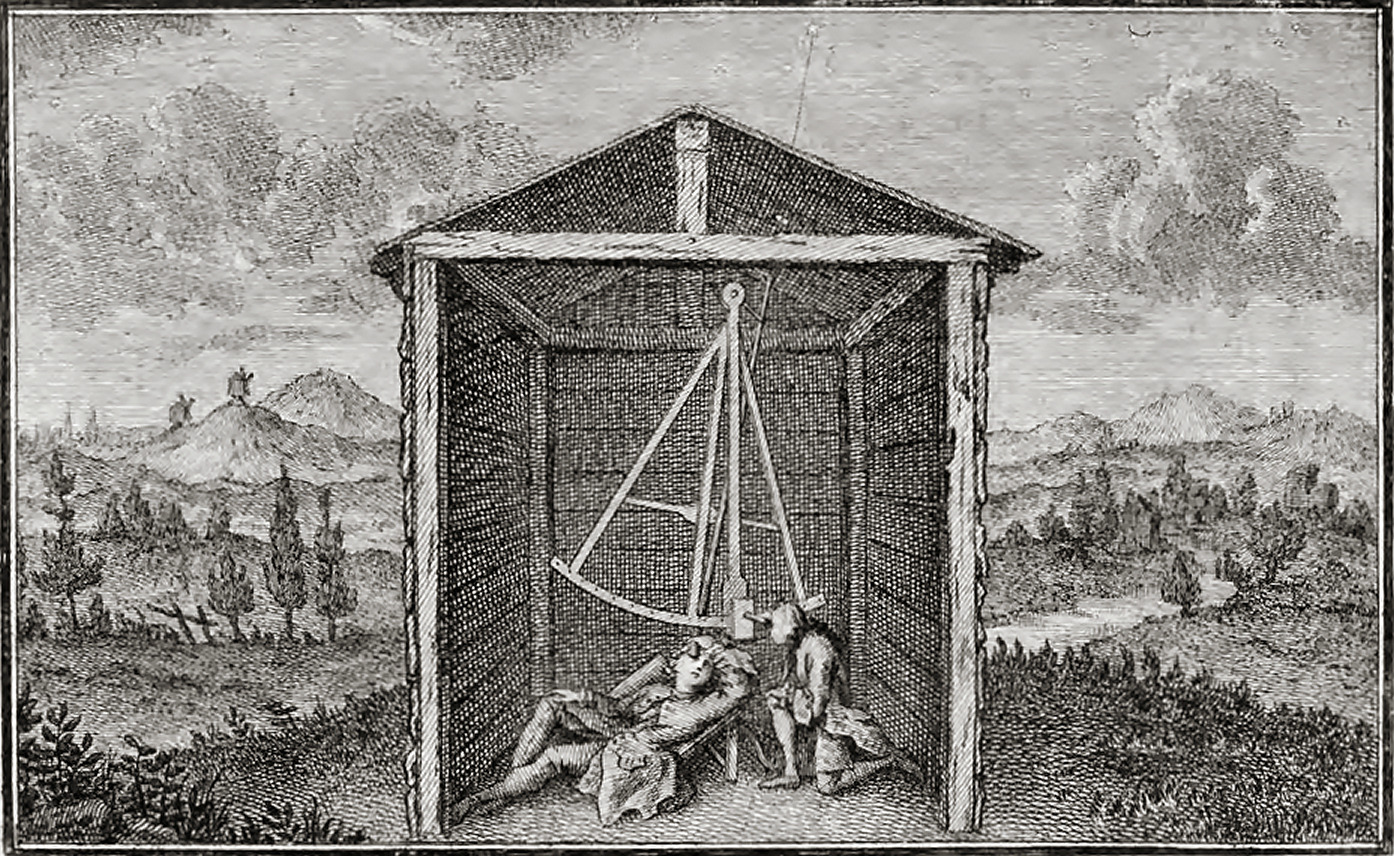
Une mesure au secteur : La Caille à la lunette, Cassini à l'horloge.

Pour terminer, en 1768, en Amérique du Nord, Charles Mason et Jeremiah Dixon, mesurent un arc de 1°. Ils utilisent « un excellent secteur de John Bird, d'une conception nouvelle. » et, vers la fin du siècle, Ramsden, puis Troughton renouvellent le principe de sa construction. C'est aussi à cette époque que sur la méridienne de France, Delambre et Méchain, remplaceront le secteur (et le quart de cercle) par le nouvel instrument qu'est le cercle répétiteur.

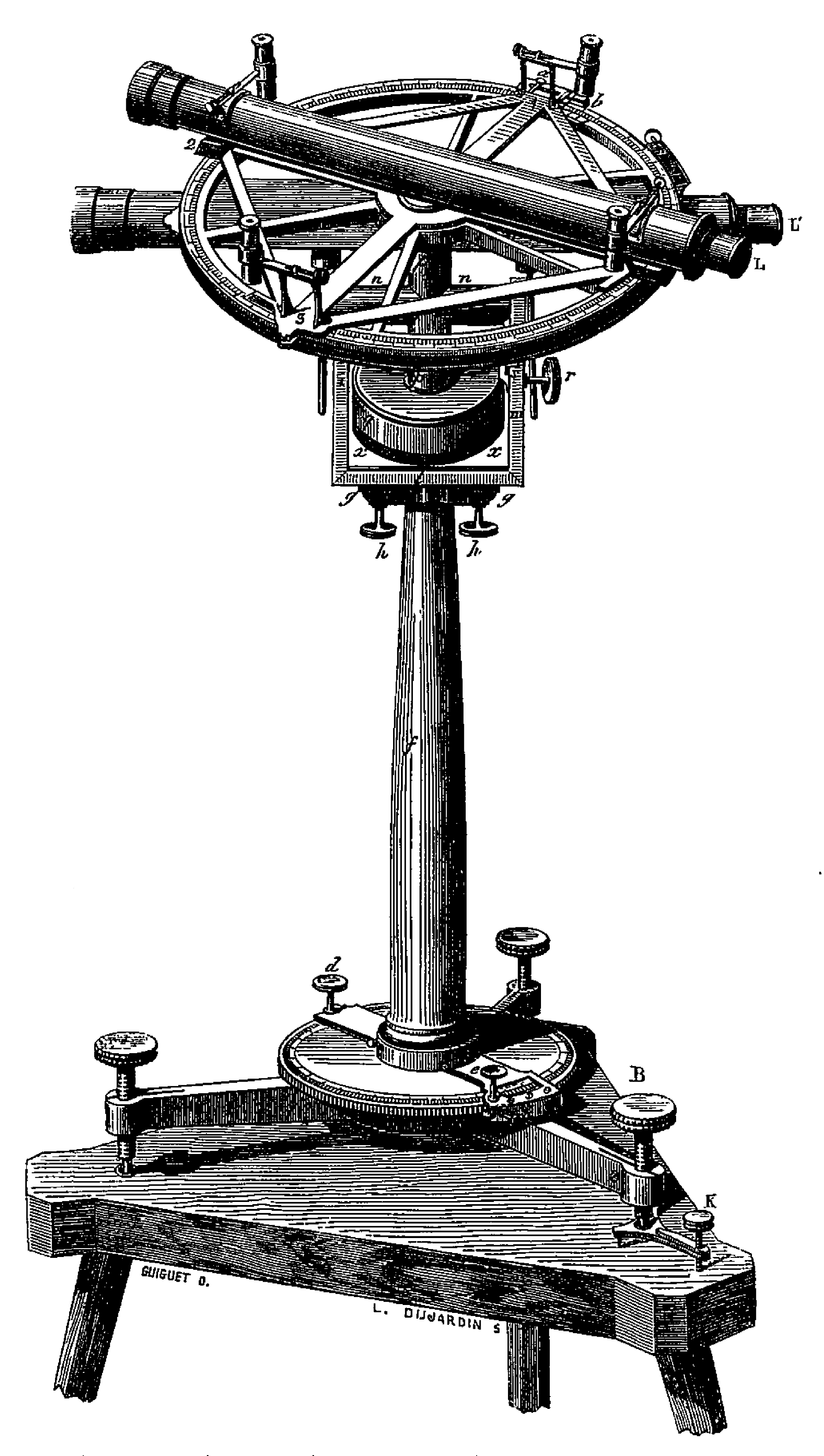
Cercle répétiteur.

## Secteur équatorial
Ce secteur est un secteur particulier conçu par Graham pour les observatoires. « Il sert à prendre avec facilité les différences d'ascension droite et de déclinaison de deux astres, quand elles sont trop grandes pour être observées avec une lunette immobile. » C'est une adaptation du secteur sur une monture équatoriale. Il porte aussi le nom de secteur astronomique de Graham.

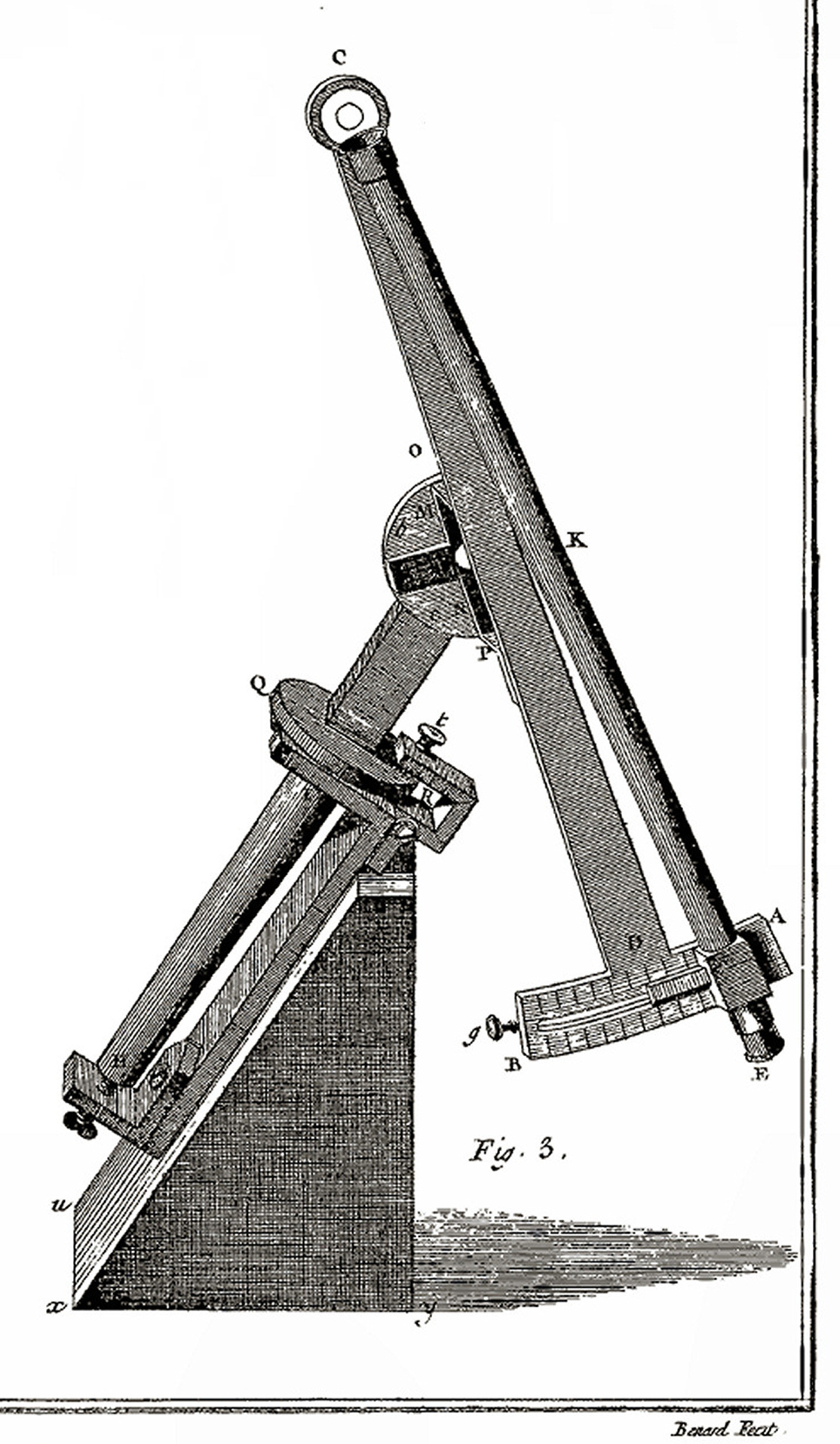
Secteur équatorial.